# Campeonato Panamericano de Balonmano Junior Femenino de 2018
El XII Campeonato Panamericano de Balonmano Junior Femenino se celebró en Goias, Brasil entre el 21 y el 25 de marzo de 2018 bajo la organización de la Federación Panamericana de Handball.. El torneo pone 3 plazas en juego para el Campeonato Mundial de balonmano Junior Femenino de 2018.

## Grupo Único
| Equipo               | PTS | J | G | E | P | GF  | GC  | DG   |
| -------------------- | --- | - | - | - | - | --- | --- | ---- |
| Brasil               | 10  | 5 | 5 | 0 | 0 | 154 | 88  | 66   |
| Chile                | 6   | 4 | 3 | 0 | 1 | 117 | 93  | 24   |
| Paraguay             | 6   | 5 | 3 | 0 | 2 | 152 | 132 | 20   |
| Argentina            | 6   | 5 | 3 | 0 | 2 | 139 | 117 | 22   |
| Uruguay              | 2   | 5 | 1 | 0 | 4 | 113 | 131 | -18  |
| República Dominicana | 0   | 5 | 0 | 0 | 5 | 90  | 203 | -113 |

### Resultados
| Fecha      | Hora  | Partido³             | Partido³ | Partido³             | Resultado |
| ---------- | ----- | -------------------- | -------- | -------------------- | --------- |
| 21.03.2018 | 14:00 | Chile                | -        | Uruguay              | 33-20     |
| 21.03.2018 | 16:30 | Argentina            | -        | República Dominicana | 38-19     |
| 21.03.2018 | 20:00 | Brasil               | -        | Paraguay             | 30-22     |
| 22.03.2018 | 14:30 | República Dominicana | -        | Chile                | 19-39     |
| 22.03.2018 | 17:00 | Paraguay             | -        | Argentina            | 25-26     |
| 22.03.2018 | 19:30 | Uruguay              | -        | Brasil               | 15-26     |
| 23.03.2018 | 14:30 | Argentina            | -        | Chile                | 26-31     |
| 23.03.2018 | 17:00 | Paraguay             | -        | Uruguay              | 32-27     |
| 23.03.2018 | 19:30 | Brasil               | -        | República Dominicana | 42-13     |
| 24.03.2018 | 13:00 | Argentina            | -        | Uruguay              | 25-14     |
| 24.03.2018 | 15:00 | República Dominicana | -        | Paraguay             | 24-45     |
| 24.03.2018 | 17:00 | Chile                | -        | Brasil               | 14-28     |
| 25.03.2018 | 11:00 | Uruguay              | -        | República Dominicana | 39-15     |
| 25.03.2018 | 13:00 | Chile                | -        | Paraguay             | 25-28     |
| 25.03.2018 | 15:00 | Argentina            | -        | Brasil               | 24-28     |

| Brasil           |
| Campeón          |
| Brasil 8° título |

### Clasificación general
| 1. Brasil               |
| 2. Chile                |
| 3. Paraguay             |
| 4. Argentina            |
| 5. Uruguay              |
| 6. República Dominicana |

## Clasificados al Mundial 2018
| Bandera de Brasil | Bandera de Chile | Bandera de Paraguay |
| Brasil            | Chile            | Paraguay            |
| ----------------- | ---------------- | ------------------- |